# Tiberius

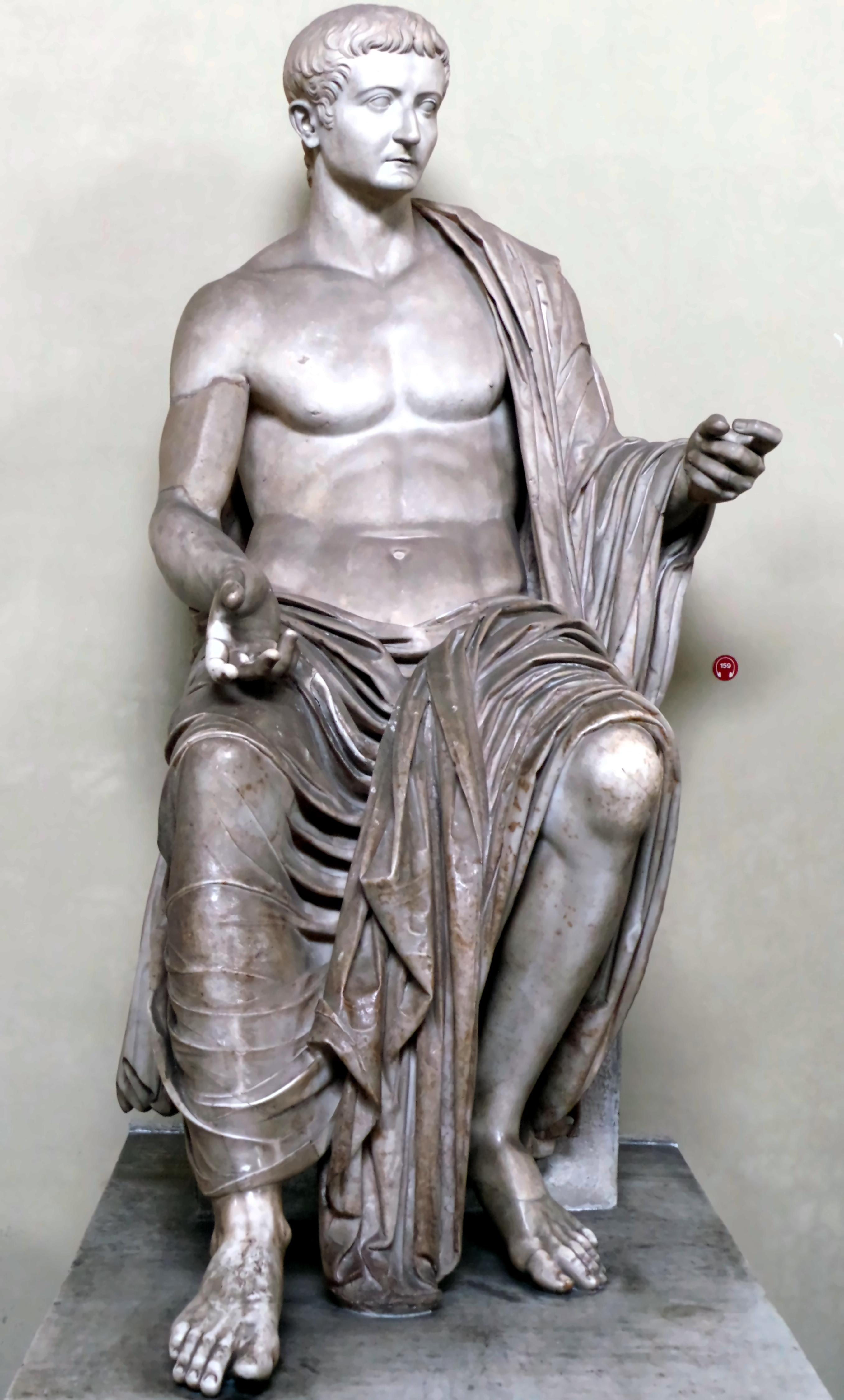
Statue des Tiberius, aus der Zeit des Claudius, gefunden 1796 in Priverno (Vatikanische Museen)

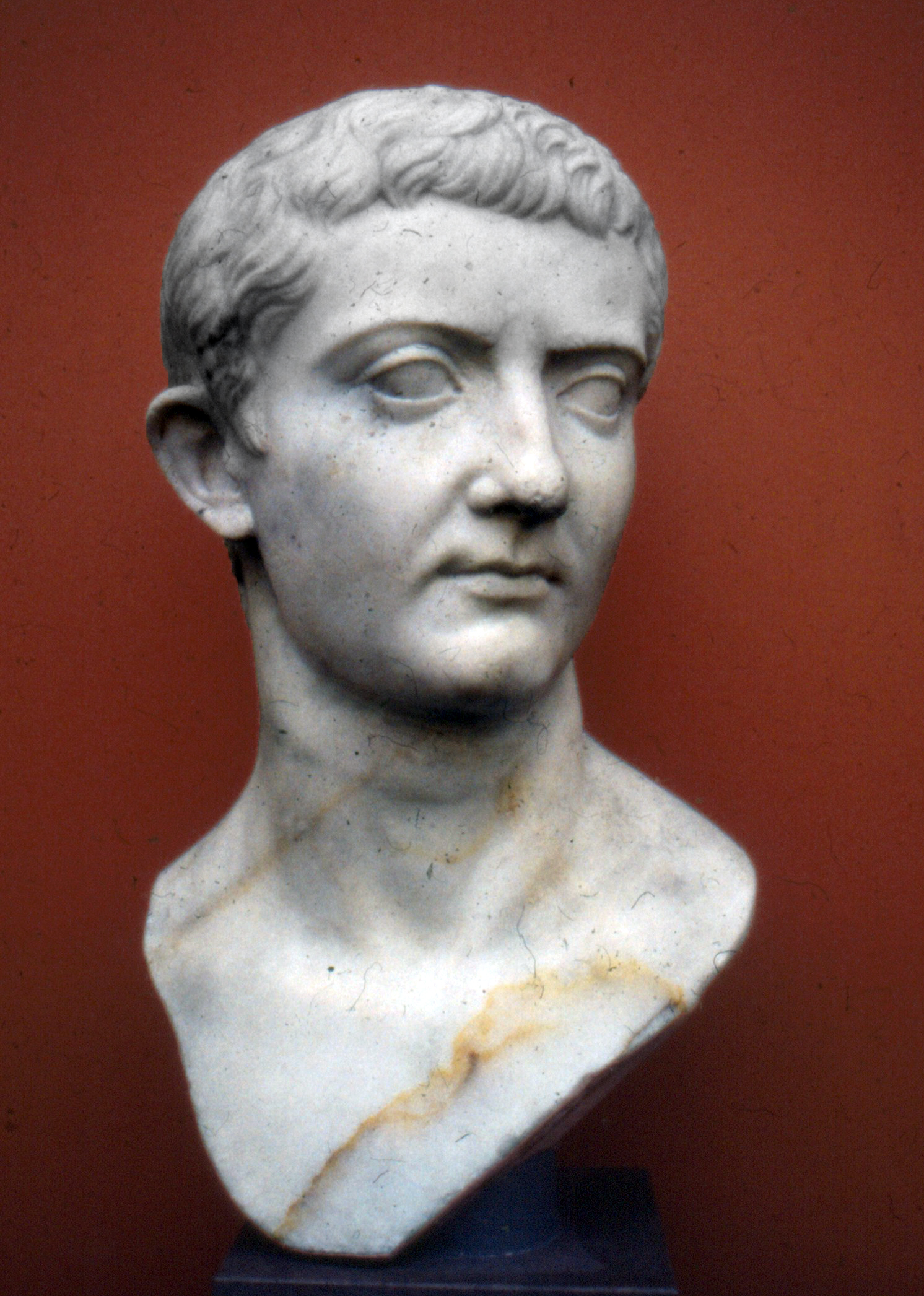
Portraitskulptur des Tiberius (Ny Carlsberg Glyptotek)

Tiberius Iulius Caesar Augustus (vor der Adoption durch Augustus Tiberius Claudius Nero; * 16. November 42 v. Chr. in Rom; † 16. März 37 n. Chr. am Kap Misenum) war römischer Kaiser von 14 bis 37 n. Chr. Nach seinem Stiefvater Augustus war Tiberius der zweite Kaiser des Römischen Reiches und gehörte wie dieser der julisch-claudischen Dynastie an. Er zählt zu den am längsten regierenden römischen Kaisern.
Tiberius konnte besonders vor seinem Herrschaftsantritt bedeutende militärische Erfolge erzielen. Seine militärischen Aktivitäten in den römischen Provinzen Pannonien, Illyrien, Raetien und Germanien legten die nördliche Grenze des römischen Imperiums fest. In der Verwaltung der Provinzen sowie der Finanzen war der Kaiser erfolgreich. Palastintrigen, die Verschwörung des ehrgeizigen Seianus, Hinrichtungen dissidenter römischer Aristokraten und Tiberius’ Rückzug aus der Hauptstadt verursachten das negative Werturteil der späteren antiken Historiographen. Gegen Ende seines Lebens wurde der Interessenkonflikt zwischen dem in seiner politischen Funktion reduzierten Senat und dem nun institutionalisierten Amt des Kaisers erstmals deutlich.

## Leben bis zum Herrschaftsantritt

### Herkunft und Jugend

Stammbaum des Tiberius

Tiberius entstammte dem patrizischen Geschlecht der Claudier. Seine Eltern waren Tiberius Claudius Nero, Prätor 42 v. Chr., und Livia Drusilla, deren claudischer Familienzweig durch Adoption in das plebejische Geschlecht der Livier übergegangen war. Im Jahre 41 v. Chr. flohen seine Eltern mit ihm nach Sizilien und Griechenland, um den Proskriptionen zu entgehen, da sein Vater als überzeugter Republikaner und Anhänger der Caesarmörder den Lucius Antonius unterstützte und sich somit gegen Octavian gestellt hatte. Octavian, der spätere Kaiser Augustus, erzwang nach ihrer Rückkehr im Jahr 39 v. Chr. Livias Scheidung vom älteren Tiberius Claudius Nero, um sie selbst heiraten zu können. Drei Monate nach der Heirat am 17. Januar 38 v. Chr. brachte Livia Tiberius’ Bruder Drusus zur Welt, dessen leiblicher Vater allerdings Tiberius Claudius Nero war. Da Octavian den Neugeborenen dessen Vater überstellte, dürfte auch der junge Tiberius zu dieser Zeit bei seinem Vater gewesen sein und nicht bei seiner Mutter und dem Stiefvater Octavian. Sueton berichtet, dass Tiberius nach der Rückkehr nach Rom durch den Senator Marcus Gallius testamentarisch adoptiert wurde, dessen Namen aber nicht führte, weil Gallius als Gegner Octavians galt. Nach dem Tod seines Vaters, wohl im Jahr 33 v. Chr., hielt der neunjährige Tiberius ihm die Trauerrede, was ihn im öffentlichen Leben der römischen Aristokratie positionierte, und gelangte dann zusammen mit seinem Bruder in die Vormundschaft seines Stiefvaters. Drusus wurde von Octavian gegenüber seinem älteren Bruder bevorzugt.
Bereits in jungen Jahren wurde Tiberius in das politische Leben eingeführt. Vom 13. bis 15. August 29 v. Chr. wurde er in den Triumphzug Octavians für den Sieg bei Actium einbezogen. Bereits 23 v. Chr. wurde ihm als Quästor mit dem Zuständigkeitsbereich der Getreideversorgung das erste politische Amt und damit der Senatorenstatus übertragen, weit vor dem hierfür vorgeschriebenen Mindestalter von 25 Jahren.

### Erste militärische Erfahrungen
Tiberius unternahm unter der Herrschaft des Augustus mehrere erfolgreiche Feldzüge. Bereits in den Jahren 26–24 v. Chr. nahm er als Militärtribun an Kämpfen des Augustus in Spanien teil. Im Jahre 20 v. Chr. führte er einen Feldzug gegen das armenische Königreich an, durch den er Tigranes III. auf den armenischen Thron brachte. Er gewann im selben Jahr durch Diplomatie die römischen Feldzeichen zurück, die Marcus Licinius Crassus, Lucius Decidius Saxa und Marcus Antonius in teils verheerenden Niederlagen an die Parther verloren hatten. Im Jahr 16 v. Chr. war er Prätor und bereitete gemeinsam mit Augustus in Gallien die Neuordnung der Provinz vor.
Gemeinsam mit seinem jüngeren Bruder Drusus brachte Tiberius in den Jahren 15–13 v. Chr. Raetien und das im Norden befindliche Vindelicien unter römische Herrschaft. Von 12 bis 9 v. Chr. leitete er die Eroberung Pannoniens. Er überführte 9 v. Chr. den Leichnam seines Bruders Drusus, der infolge eines Reitunfalls verstorben war, von Germanien nach Rom und erhielt als dessen Nachfolger für die folgenden beiden Jahre den Oberbefehl in Germanien. Im Jahr darauf beendete er erfolgreich die von seinem Bruder begonnenen Drusus-Feldzüge. Um den germanischen Druck auf den Mittelrhein zu vermindern, wurden unter seiner Befehlsgewalt etwa 40.000 Sugambrer und Sueben in linksrheinisches Gebiet umgesiedelt.

### Nachfolgeproblematik
Tiberius war von 16 bis 12 v. Chr. mit Vipsania Agrippina verheiratet, der Tochter von Octavians engem Vertrauten und Feldherrn Marcus Vipsanius Agrippa. Aus dieser Ehe stammte sein um 15 v. Chr. geborener Sohn Tiberius Drusus Iulius Caesar (auch „der jüngere Drusus“). Im Jahr 12 v. Chr. musste sich Tiberius auf Anordnung seines Stiefvaters von Vipsania Agrippina scheiden lassen und seine Stiefschwester Iulia heiraten, die Tochter des Augustus. Diese Verbindung sollte die Einheit des regierenden Hauses stärken. Iulia dürfte allerdings eher ihren Kindern die Nachfolge gewünscht haben. Auch fühlte sie sich nach drei ihr von Augustus aufgebürdeten Zwangsehen zu einem ausschweifenden Leben hingezogen, so dass die Ehe für den als menschenscheu geltenden Tiberius im Unterschied zu dessen erster Ehe nicht glücklich war. Nachdem Tiberius bereits im Jahr 13 v. Chr. Konsul geworden war, erhielt er 6 v. Chr. die tribunicia potestas auf fünf Jahre; somit konnte er als Nachfolger des Princeps gelten, da er außerdem der Schwiegersohn des Augustus war.
Die schnell zerrüttete Ehe und die auffällige Förderung der von Augustus adoptierten Söhne Iulias, Gaius und Lucius Caesar, brachten Tiberius jedoch dazu, seine Laufbahn zu unterbrechen und sich für sieben Jahre in ein zuerst freiwilliges Exil nach Rhodos zurückzuziehen. Dort hörte er bei dem Rhetoriker Theodoros von Gadara und lebte wie ein Privatmann (altgriechisch ἰδιωτικός idiōtikōs). Tiberius selbst soll später erklärt haben, er habe sich zurückgezogen, um den Caesares nicht im Wege zu stehen. Tiberius fühlte sich wohl wegen der Beliebtheit des Gaius Caesar und dessen Bevorzugung in seiner eigenen dignitas zurückgesetzt.
Da die Insel Rhodos auf der römischen Haupthandelslinie lag, dürfte Tiberius jedoch keineswegs vom politischen Leben ausgeschlossen gewesen sein. Während seines Aufenthaltes auf Rhodos schickte Augustus 2 v. Chr. seine Tochter Iulia wegen ihres Lebenswandels und politischer Intrigen in die Verbannung. Tiberius setzte sich zwar in mehreren Briefen vergeblich für seine Gattin ein, ließ sich jedoch auf Betreiben von Augustus schließlich von ihr scheiden. Im Jahr 2 n. Chr. bewilligte Augustus die Rückkehr des Tiberius nach Rom, gestand ihm aber zunächst keine politische Funktion zu.
Erst die kurz aufeinander folgenden Tode der designierten Nachfolger des Augustus, seiner Enkelkinder und Adoptivsöhne Gaius und Lucius Caesar (4 bzw. 2 n. Chr.), brachten Tiberius in die Position des präsumtiven Nachfolgers. Mit der Adoption durch Augustus am 26. Juni 4 n. Chr. wurde Tiberius (mit dem Namen Tiberius Iulius Caesar) in das Geschlecht der Julier aufgenommen. Die nachfolgenden Kaiser bis hin zu Nero gehörten in unterschiedlichen Graden beiden Familien an und waren so Mitglieder einer Doppeldynastie. Neben Tiberius adoptierte Augustus Agrippa Postumus, der allerdings später in die Verbannung geschickt wurde. Tiberius selbst musste Germanicus adoptieren, den Sohn seines Bruders Drusus. Außerdem erhielt er die beiden zur Nachfolge in der Herrschaft berechtigenden Amtsgewalten, das imperium proconsulare maius und die tribunicia potestas.

### Heerführer in Germanien und auf dem Balkan
Tiberius übernahm 4 n. Chr. im Zuge des immensum bellum erneut den Oberbefehl in Germanien. In seinem Heer befand sich der praefectus equitum Velleius Paterculus, der die Ereignisse rund 25 Jahre später niederschrieb und damit den einzigen erhalten gebliebenen Augenzeugenbericht liefert. Tiberius überschritt die Weser (Visurgis), kehrte danach jedoch nicht wie üblich zum Rhein zurück, sondern errichtete nahe der Lippe-Quellen (Lupia) erstmals für ein großes Heer ein Winterlager. Mit großer Wahrscheinlichkeit handelt es sich bei dem Winterlager um das Römerlager Anreppen. Im darauffolgenden Jahr unterwarf er unter anderem den Küstenstamm der Chauken an der Nordseeküste zwischen Ems und Elbe. Anschließend besiegte er an der unteren Elbe die Langobarden, die sich auf ihre Stammesgebiete östlich des Stroms zurückzogen. Parallel dazu erkundete eine Flotte die jütländische Halbinsel und stieß möglicherweise bis zum Eingang der Ostsee vor. Die Legionen zogen, versorgt durch ein schwimmendes Proviantmagazin auf der Elbe (Albis), weiter stromaufwärts und gelangten vermutlich bis zu den Semnonen an der mittleren und den Hermunduren an der oberen Elbe. Nach dem Sommer 5 n. Chr. erreichte kein römischer Feldherr noch einmal diese Flusslinie. Auf dem Rückmarsch an den Rhein wurde ein germanischer Angriff abgewehrt. Die kombinierte Kampagne von Heer und Flotte gilt als der „Höhepunkt in der überlieferten militärischen Durchdringung Germaniens“. Velleius Paterculus schreibt: „Nichts blieb mehr in Germanien, das hätte besiegt werden können, außer dem Stamm der Markomannen“.

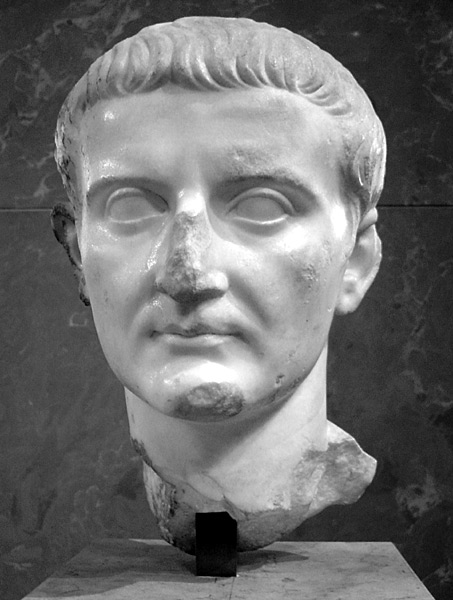
Der junge Tiberius, Büste im Louvre

Im Jahr 6 n. Chr. rüstete Tiberius gegen Marbod, den König der Markomannen. Es wurden insgesamt zwölf Legionen mit Hilfstruppen aufgestellt, was die Hälfte des gesamten Militärpotentials der Römer zu diesem Zeitpunkt darstellte. Kurz nach Beginn des Feldzugs im Frühjahr des Jahres 6 n. Chr. brach Tiberius ihn wieder ab, als er die Nachricht vom Pannonischen Aufstand erhielt. Allerdings schloss Tiberius noch einen Freundschaftsvertrag mit Marbod, um sich vollkommen auf die schwere Aufgabe in Pannonien zu konzentrieren.
Von 6 bis 9 n. Chr. warf er mit größten Anstrengungen, unter Aufbietung einer Armee von 15 Legionen, den Aufstand in Pannonien und Illyrien nieder. Kurz nach dem Sieg erhielt Augustus die Nachricht, dass Varus in Germanien mit den drei Legionen XVII, XVIII und XIX, ebenso vielen Reiterabteilungen sowie sechs Kohorten gefallen war. Dieser Verlust war eine der größten Niederlagen, die das Römische Reich je erlitt; ernsthafte Expansionsbestrebungen nach Germanien wurden in den kommenden Jahrhunderten nicht mehr unternommen. In Rom herrschte drei Tage Staatstrauer, und Tiberius, der eben erst siegreich heimgekehrt war, verzichtete auf einen Triumph.
Nach der schmachvollen Niederlage des Varus wurde Tiberius aufgrund seiner großen militärischen Erfahrung in Germanien wieder mit dem imperium proconsulare ausgestattet. Im ersten Jahr seines militärischen Kommandos 10 n. Chr. sah er davon ab, den Rhein zu überqueren. Laut Sueton handelte Tiberius mit äußerster Vorsicht und Zurückhaltung und nur in Absprache mit seinem Beraterkreis, wodurch angedeutet sein mag, dass Tiberius bereits anfänglich nicht eine Rückeroberung des Raumes zwischen Elbe und Rhein plante, sondern sich auf Strafexpeditionen beschränken wollte. Bezüglich anschließender militärischer Erfolge sind die Quellendarstellungen widersprüchlich. Velleius Paterculus, der allgemein die Leistungen des Tiberius verherrlicht, berichtet, dass Tiberius den Rhein überschritt und erfolgreich bis tief in das Landesinnere vordrang, um germanische Siedlungen zu brandschatzen und Felder zu verwüsten. Nach Cassius Dio, der sein Geschichtswerk Anfang des 3. Jahrhunderts abfasste, kam es zu keinen nennenswerten militärischen Auseinandersetzungen. Archäologische Untersuchungen haben bislang keine Spuren von Militärwegen oder Anzeichen von Holzkohleschichten nachweisen können, die man bei einem großflächigen Abbrennen von Siedlungen erwarten würde.
Anfang 13 n. Chr. kehrte Tiberius nach Rom zurück und hielt den verschobenen Triumph für die Niederschlagung des Pannonischen Aufstands ab. Seine Amtsgewalten, die tribunicia potestas und das imperium proconsulare maius, wurden auf weitere zehn Jahre verlängert. Als Augustus am 19. August 14 starb, hatte Tiberius somit alle Rechte inne, auf denen der Prinzipat beruhte.

## Der Prinzipat des Tiberius

### Regierungsantritt

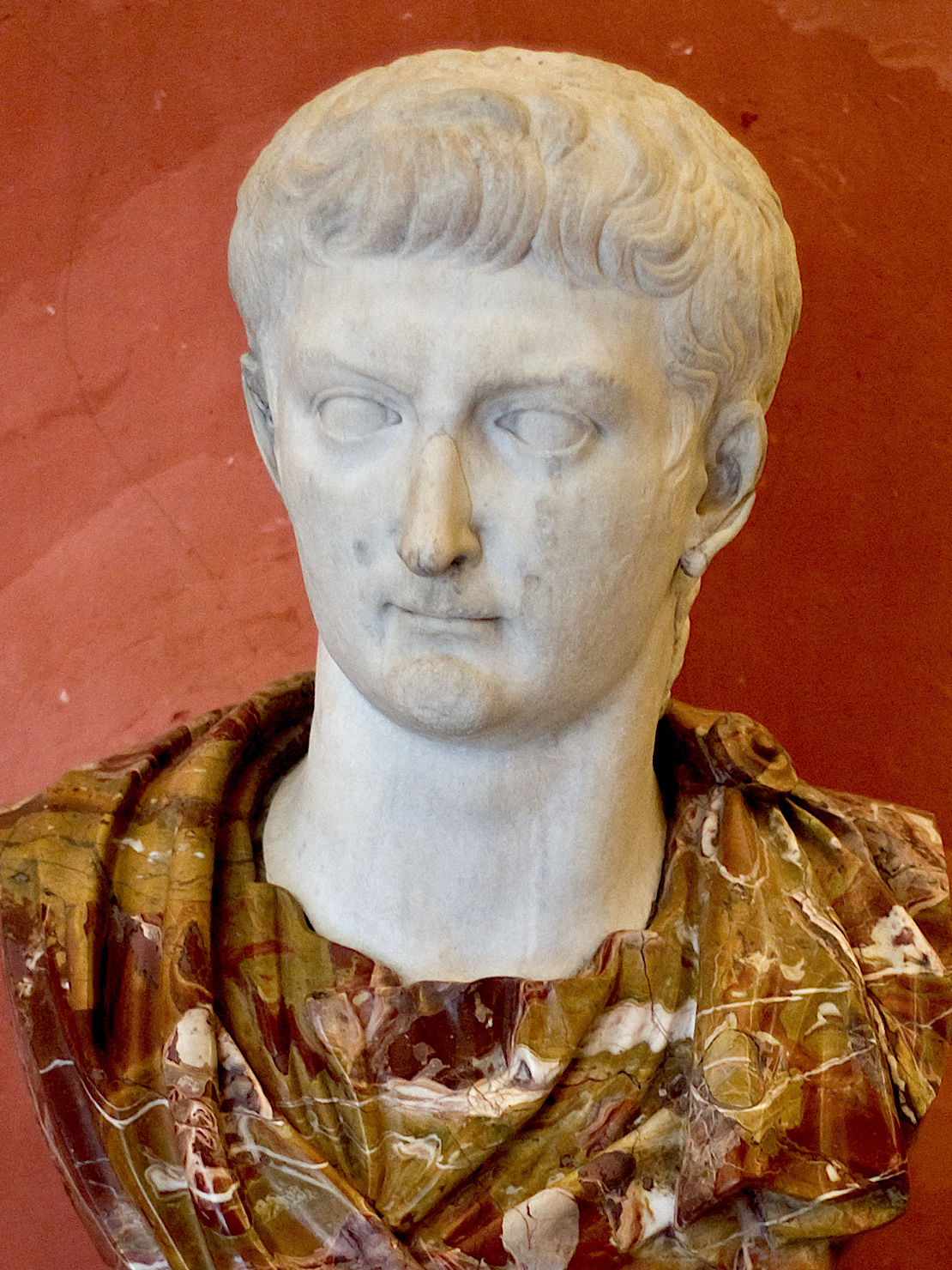
Tiberius-Büste, Eremitage

Mit dem Tod des Augustus war der 55 Jahre alte Tiberius praktisch zum Nachfolger designiert. Auch seine militärischen Erfahrungen ließen ihn konkurrenzlos erscheinen. Am 18. September 14 n. Chr. ließ er den Senat einberufen, um die Leichenfeier und die Divinisierung für Augustus beschließen zu lassen. In dieser Senatssitzung wurde das private Testament des Augustus eröffnet. Tiberius und Livia waren als Haupterben eingesetzt, wobei Tiberius zwei Drittel und Livia ein Drittel der Erbschaft erhielten. Durch das Testament wurde Livia adoptiert und zur Iulia Augusta erhoben. Livia, die bereits unter Augustus öffentlich als Teilhaberin am Prinzipat aufgetreten war und in der offiziellen Propaganda – etwa auf Münzen – als solche dargestellt wurde, konnte somit in ihrer neuen Stellung als Kaisermutter höchsten Einfluss ausüben. Bis zu ihrem Tod im Jahr 29 gelang es ihr in dieser Rolle, die zunehmenden Anfeindungen innerhalb der Kaiserfamilie, besonders angesichts der Nachfolgefrage, zu kontrollieren. Allerdings bestand ein Konkurrenzverhältnis zwischen der herrschsüchtigen Mutter und dem Sohn.
Trotz des eindeutigen Testaments des Augustus wartete Tiberius demonstrativ das ausdrückliche Ersuchen des Senats ab, die Kaiserwürde anzunehmen. Diese zögernde Haltung (recusatio imperii) kann damit erklärt werden, dass Tiberius allgemein als zurückhaltender Mensch galt; wahrscheinlicher ist jedoch, dass er bewusst den Rückhalt und die verbindliche Festlegung des Senats auf seine Person suchte, um als ehemals umstrittener Nachfolgekandidat seine Position zu stärken. Eine solche eher taktisch motivierte Zurückhaltung spiegelt sich auch darin, dass Tiberius in späteren Jahren häufig Rücktrittsgedanken äußerte. Außerdem akzeptierte Tiberius zwar den Ehrenbeinamen Augustus, den an Augustus verliehenen Titel pater patriae lehnte er jedoch ab. Erst ab dem 10. März 15 bekleidete er das Amt des pontifex maximus. Da es sich um die historisch erste Übertragung der an Augustus persönlich verliehenen Amtsgewalten handelte, war es noch nicht endgültig entschieden, dass die Institution des Prinzipats eine dauerhafte werden sollte. Der Senat akzeptierte jedoch widerspruchslos die Amtsstellung des Kaisers und fügte sich zunehmend in dessen Autorität.
Unmittelbar zu Beginn der Kaiserherrschaft des Tiberius wurde Agrippa Postumus ermordet. Bereits in der Antike wurde spekuliert, ob Tiberius für die Ermordung verantwortlich war, ob Augustus angeordnet hatte, Agrippa Postumus nach seinem Tod beseitigen zu lassen, oder ob Livia die Herrschaft für ihren Sohn sichern wollte. Tacitus legt eine Mitschuld des Tiberius nahe. Tiberius bestritt jedoch die Verantwortung für den Mord. Noch 14 n. Chr. machte Tiberius dem kappadokischen König Archelaos, von dem er sich während der schwierigen Zeit in Rhodos nicht genug beachtet fühlte, den Prozess.

### Meuterei der Legionen und Marserfeldzug
Unmittelbar nach Tiberius’ Herrschaftsantritt kam es zu einer Meuterei der in Pannonien und Germanien stationierten Legionen. Gründe für den Aufstand waren die Härte des Dienstes, die Länge der Dienstzeit und der geringe Sold. Diese Missstände gingen zurück auf die Politik des verstorbenen Augustus und dessen strenge Reaktionen auf den Pannonischen Aufstand und die Varusniederlage. Während Tiberius’ Sohn Drusus die Lage in Pannonien ohne größere Komplikationen beruhigen konnte, hatte Germanicus zunächst große Mühe, die ihm in Germanien unterstellten Legionen wieder unter Kontrolle zu bringen, die ihn statt Tiberius zum neuen Princeps ausrufen wollten. Die Legio XIV Gemina verweigerte den Treueeid, und in einem Sommerlager schlossen sich die zusammengezogenen vier Legionen des niedergermanischen Heeres dem Beispiel an. Germanicus blieb Tiberius gegenüber loyal und weigerte sich, den auf einen Staatsstreich gerichteten Forderungen nachzukommen. Schließlich beendete er die Meuterei mit zahlreichen Zugeständnissen im Namen des Princeps, ohne sich jedoch zuvor bei Tiberius rückversichert zu haben. So sagte er beschleunigte Dienstentlassungen und Geldgeschenke an die Soldaten zu. Um ein mögliches Wiederaufleben der Meuterei zu verhindern und zugleich eine Strafexpedition für die Varusniederlage durchzuführen, initiierte er im Herbst des Jahres 14 einen Feldzug gegen die Marser. In diesem Feldzug erlitten seine Legionen nur geringe Verluste.
Tiberius reagierte ambivalent. Einerseits betrachtete er den Sieg über die Marser als Erfolg, denn es war Germanicus gelungen, das Heer zu disziplinieren. Andererseits lehnte er das eigenmächtige Vorgehen des Germanicus ab, zumal dessen neu gewonnener Ruhm die Position des Tiberius im Heer schwächte.

### Abbruch der Expansion an Rhein und Donau
Unter Augustus und zu Beginn der Herrschaft des Tiberius wollte Rom die clades Variana korrigieren, zumindest aber die aufrührerischen Germanenstämme formell unterwerfen und die Deserteure bestrafen, allein schon zur Abschreckung künftiger Aufrührer. Diese Ziele wurden jedoch nicht erreicht. Die Römer hatten Glück, dass die anderen Fronten während dieser Zeit ruhig blieben, denn das römische Heer war nicht groß genug, um auf Dauer acht Legionen an der Germanenfront bereitzuhalten. Die Katastrophe des Varus, der im Jahr 13 v. Chr. zusammen mit Tiberius das Konsulat innegehabt hatte, und das von Germanicus im Jahre 14 vorgefundene Problem der Militärrevolten ließen Tiberius von der Grenzverschiebung in Richtung Weser und Elbe endgültig Abstand nehmen. Der illusionslose Germanienkenner Tiberius ging im Gegensatz zu Germanicus zu einer defensiven Grenzpolitik über, die die Germanen ihrem inneren Streit überließ und sich auf die Behauptung eines der Grenze vorgelagerten Gebietes beschränkte. Tiberius erkannte, dass Rom die germanische Arminius-Koalition allein schon aufgrund der logistischen und topographischen Gegebenheiten nicht ohne beträchtliche Mittelaufstockung besiegen konnte. Die römischen Truppen konnten sich bei einem Vormarsch nicht aus dem Lande ernähren, und der Landkriegsführung standen durch die weiten Wege und Transporte bei den kurzen Feldzugszeiten nahezu unüberwindbare Schwierigkeiten und Risiken entgegen.
Tiberius gebot den zum Teil verlustreichen Unternehmungen des Germanicus in den Jahren 15 und 16 Einhalt und rief ihn nach Rom zurück. Er berief sich dabei angeblich auf den Rat des Augustus, das Reich in seinen gegenwärtigen Grenzen zu belassen (consilium coercendi intra terminos imperii). Die Historizität des consilium coercendi wird allerdings in der modernen Forschung angezweifelt, unter anderem, weil die offizielle Darstellung des Augustus gegenüber dem Senat in den Res gestae divi Augusti einen derart weiten Entscheidungsspielraum des Kaisers auszuschließen scheint. Auch ist unsicher, ob mit intra terminos die West- oder die Ostgrenze des Reichs gemeint sei und ob es sich im ersteren Fall um die Elbgrenze oder die Rheingrenze handele.
Tiberius bewilligte dem Germanicus einen aufwendigen Triumph über die Germanen, den dieser am 26. Mai 17 in Rom abhielt. Tiberius wollte damit einerseits Germanicus eine feierliche Anerkennung seiner Gesamtleistungen zuteilwerden lassen, andererseits den faktischen Abbruch der Offensive als außenpolitischen Erfolg darstellen. Paradoxerweise erwies gerade die Katastrophe der Varusschlacht die Beständigkeit der römischen Grenze am Rhein, um derentwillen die Eroberung Germaniens begonnen worden war. Durch die Abberufung des Germanicus (16 n. Chr.) setzte sich die neue außenpolitische Linie des Tiberius durch, die in der Tabula Siarensis (19 n. Chr.) ihren Niederschlag finden sollte: Befriedung Galliens, Vergeltung für die Varusniederlage, Rückgewinnung der Feldzeichen, jedoch nicht mehr die Eroberung des rechtsrheinischen Germanien. Diese Politik fand mit dem Tod des Tiberius (37 n. Chr.) ihr Ende, sein Nachfolger Caligula unternahm wieder (erfolglose) Expeditionen in das germanische Kerngebiet.

### Orientreise und Tod des Germanicus
Nach seinem Triumph reiste Germanicus im Auftrag des Tiberius in den Osten des Reiches, um die politischen Verhältnisse aus römischer Sicht zu ordnen. Kappadokien wurde zur römischen Provinz. Germanicus erhielt ein spezielles imperium, das zwar über dem aller anderen Prokonsuln stand, aber unter dem des Tiberius. Über Griechenland und Kleinasien gelangte er nach Syrien, von dort nach Ägypten, zum großen Missfallen des Tiberius, da es keinem Senator erlaubt war, die für die Getreideversorgung Roms wichtige Provinz Aegyptus zu betreten, die als persönliches Eigentum des Kaisers betrachtet wurde. Nach der Rückkehr nach Syrien erkrankte Germanicus in Antiochia und starb dort im Jahr 19. Schnell kamen zahlreiche Gerüchte auf, wie es zum Tod des Germanicus gekommen sei.

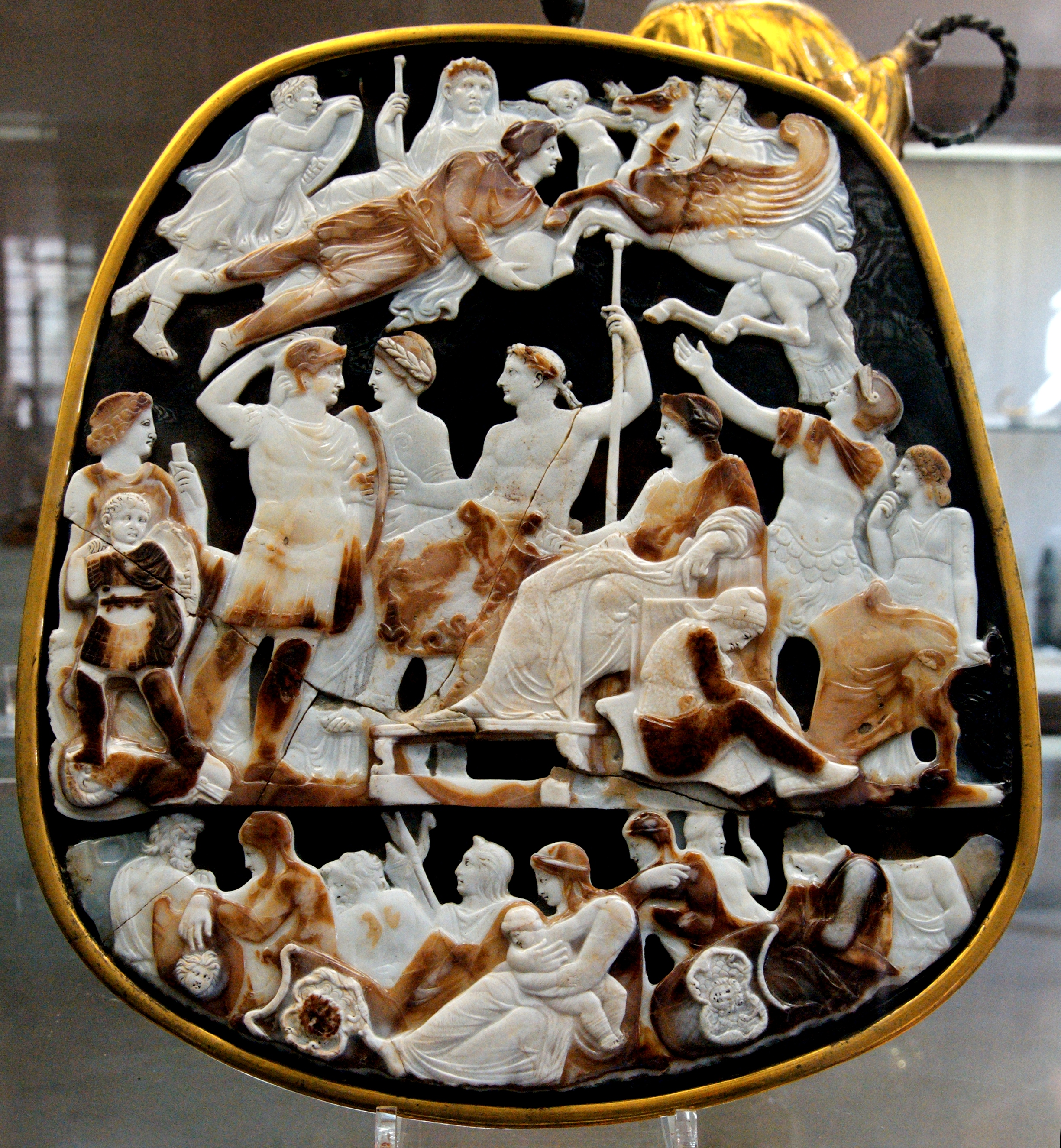
Der thronende Tiberius empfängt den siegreichen Germanicus, sogenannte Grand Camée de France, Cabinet des Médailles, Paris

Aufgrund eines Konkurrenzverhältnisses zu Germanicus wurde insbesondere der Statthalter der Provinz Syria, Gnaeus Calpurnius Piso, beschuldigt, Germanicus vergiftet zu haben. Giftmordanklagen waren im kaiserzeitlichen Rom häufig und wegen der eingeschränkten Untersuchungsmethoden letztlich nicht nachweisbar. Sentius Saturninus beschuldigte Martina, eine Freundin der Gattin des Piso, des Giftmordes an Germanicus. Aufgrund der Entsendung des Germanicus und der Ernennung Pisos vermutete man in Rom ein Komplott, da vor allem Tiberius und Livia daran interessiert gewesen seien, den populären Germanicus zu beseitigen, um Tiberius’ Sohn Drusus die Nachfolge zu sichern. Tiberius verhielt sich zuerst zurückhaltend, worauf seine Kritiker Gerüchte verbreiteten, er habe die Nachricht über den Tod des Germanicus innerlich mit Freude und Genugtuung aufgenommen. Deshalb ließ Tiberius eine Erklärung veröffentlichen, in der er erläuterte, dass viele erlauchte Römer für den Staat gestorben seien; diese seien sterblich, ewig sei nur das Gemeinwesen (principes mortales – rem publicam aeternam). Jedoch ließen die Gerüchte und Forderungen nach Bestrafung des Schuldigen nicht nach, vor allem, weil die als „Giftmischerin“ beschuldigte Martina auf ihrem Weg von Syrien nach Rom in Brundisium selbst an Gift gestorben war und in ihrem Haar verstecktes Gift gefunden wurde.
Angesichts dieser Indizien, auch mit Blick auf die Gerüchte um sein eigenes mutmaßliches Motiv (sein Sohn Drusus war mit Germanicus’ Tod unangefochtener Nachfolger geworden), sah sich Tiberius schließlich veranlasst, Anklage gegen Piso zu erheben. Tiberius forderte in diesem Prozess die Senatoren auf, unparteiisch zu sein. Piso fand jedoch weder vor dem Senat noch bei seinen engsten Freunden Rückhalt und wurde noch vor Prozessende tot aufgefunden. Die Umstände sind unklar. Die früher nur literarisch bekannten Einzelheiten des Prozesses sind durch einen Inschriftenfund um 1990 ergänzt worden. Die in Spanien gefundene Inschriftentafel enthält einen Senatsbeschluss im Anschluss an den Piso-Prozess. Der Giftmordvorwurf ist im Senatsbeschluss angedeutet; der offizielle Vorwurf gegen Piso war allerdings bewaffneter Aufruhr. Die Berufung des Tiberius auf sein Gerechtigkeitsempfinden (aequitas) ist deutlich hervorgehoben. Kopien des Senatsbeschlusses wurden in allen Legionslagern und Provinzhauptstädten des Reiches aufgestellt.

### Rom und Italien
Tiberius bemühte sich zu Beginn seiner Regierung um Legitimation und ein gutes Verhältnis zu Senat und Ritterstand, dessen Privilegien (Tragen des Goldringes, bevorzugte Sitze bei Spielen) bewahrt blieben. Er übertrug dem Senat das Wahlrecht von Amtsträgern, das bis dahin nominell von der stadtrömischen Bürgerschaft ausgeübt worden, unter Augustus aber faktisch ein Privileg des Kaisers geworden war. Auch vermied es Tiberius, lediglich den Senatsausschuss zu befassen, mit dem Augustus vorher anstelle des gesamten Gremiums verhandelt hatte. Der Versuch, stattdessen dem Senatsplenum größere Entscheidungsmöglichkeiten einzuräumen, scheiterte jedoch am Ungleichgewicht der Macht und am Kampf der verschiedenen Gruppen um Einfluss, vor allem in der Frage der Nachfolge. Es bildeten sich Parteiungen gegenüber einzelnen Mitgliedern der Kaiserfamilie oder anderen einflussreichen Persönlichkeiten, wie Seianus, heraus, die zu gegenseitigen Unterstellungen und Anfeindungen führten. Bereits im Jahr 16 wurde Libo Drusus, ein Urenkel des Pompeius, einer Verschwörung gegen die Kaiserfamilie verdächtigt und zum Selbstmord gezwungen. Im selben Jahr ließ Tiberius den Sklaven Clemens, der sich für Agrippa Postumus ausgegeben und in Italien eine beachtliche Schar Anhänger um sich gesammelt hatte, beseitigen.
Tiberius setzte den konservativen Kurs des Augustus in der Religionspolitik fort. Magier und Astrologen ließ er im Jahr 16 aus Italien ausweisen, obwohl er selbst Astrologie praktiziert haben soll und bei Entscheidungen häufig den Rat des Philosophen und Astrologen Thrasyllos einholte, mit dem er befreundet war. Des Weiteren ging Tiberius im Jahr 19 scharf gegen den Isiskult und das Judentum vor, nachdem es zu angeblich religionsbedingten Unruhen und Störungen der öffentlichen Ordnung gekommen war. 4.000 jüdische Freigelassene wurden nach Sardinien gebracht, um dort gegen sardische Räuber militärisch eingesetzt zu werden. Die restlichen Juden wurden gezwungen, ihrem Glauben abzuschwören oder Italien zu verlassen. Jedoch gelang es Tiberius nicht, den jüdischen Glauben in Rom und Italien langfristig zu unterbinden.

### Provinzen und Klientelstaaten
Tiberius war in der Verwaltung des Reiches erfolgreich. Er setzte den von Augustus am Ende seiner Herrschaft eingeschlagenen konservativen, auf die Bewahrung des Bestehenden ausgerichteten Kurs fort. Tiberius berief sich ebenso wie Augustus auf die Herrschertugenden virtus, clementia, iustitia und pietas („Exzellenz“, „Milde“, „Gerechtigkeit“ und „Ehrerbietung“). Jedoch war die Propaganda in Inschriften und auf Münzen zusätzlich durch Schlagwörter wie salus und moderatio („Wohlergehen“ und „Zurückhaltung“) gekennzeichnet, die als Leitbilder seiner Regierung moderne Verwaltungsziele widerspiegeln, etwa eine ausgewogene, dezentrale Wirtschaftspolitik.
Statthalter wurden weit über die übliche einjährige Amtszeit hinaus auf ihren jeweiligen Posten belassen, wodurch eine größere Kontinuität in der Provinzverwaltung erreicht wurde. So war beispielsweise Lucius Aelius Lamia neun Jahre lang Statthalter von Syrien, verwaltete die Provinz jedoch von Rom aus.
Neben dem im Jahr 17 annektierten Kappadokien wurde Kommagene vorübergehend zur römischen Provinz, bis sie unter Vespasian endgültig in das Imperium eingegliedert wurde. Außerdem sorgte seit demselben Jahr der Numider Tacfarinas, der aus einer römischen Hilfstruppe desertiert war, für Aufruhr im afrikanischen Teil des römischen Reichs. Er wurde zwar von römischen Truppen im offenen Kampf geschlagen, jedoch erholten sich die Aufständischen wieder und führten fortan verheerende Kleinkriege gegen die römische Besatzungsmacht. Forderungen und Verhandlungen unter der Führung des Tacfarinas nach Land für sich und sein Heer lehnte Tiberius ab. Stattdessen schickte er eine weitere Legion, die Legio IX Hispana, mit dem Befehl nach Afrika, Tacfarinas zu vernichten. Erst sieben Jahre nach ihrem Beginn konnten die von Tacfarinas angeführten Revolten unter Publius Cornelius Dolabella endgültig niedergeschlagen werden. Tacfarinas fiel im Kampf, sein Sohn geriet in Gefangenschaft.
Die Lebensmittelversorgung, die Steuerbelastungen sowie die Arroganz und Grausamkeit der römischen Statthalter sorgten in Gallien für Unruhen, die zum Aufstand des Häduers Iulius Sacrovir und des Treverers Iulius Florus im Jahre 21 führten. Dieser Aufstand wurde jedoch in kürzester Zeit niedergeschlagen. In den Jahren 22 bis 25 wurden rebellische thrakische Stämme mit Erfolg bekämpft. Bemerkenswert ist die militärstrategische Zurückhaltung des Tiberius, denn mit Ausnahme der Feldzüge gegen Aufständische gab es keinerlei große Militäraktionen während seiner Herrschaft.
In Armenien, wo sich römische und parthische Interessen kreuzten, wurde mit Artaxias III. um das Jahr 18 ein neuer König eingesetzt. Rom wollte die Parther in einer ständigen Bedrohungssituation belassen, um ihnen den Anreiz eines Einfalles in Kleinasien, Syrien oder Palästina zu nehmen, was bis zum Tod des Artaxias im Jahre 34 oder 35 gelang. Erst in der sich anschließenden Nachfolgefrage sollte der Partherkönig Artabanos II. seinen Sohn Arsaces auf den armenischen Thron setzen und Gebietsabtretungen der Römer in Kleinasien fordern. Durch das diplomatische Eingreifen des Lucius Vitellius, Statthalter von Syrien, konnte ein Gebietsverlust jedoch abgewendet werden. Lucius Vitellius griff in den Jahren 35/36 auch in die parthischen Thronwirren ein und konnte Tiridates III. vorübergehend als König der Parther einsetzen.

### Haushalts- und Finanzpolitik

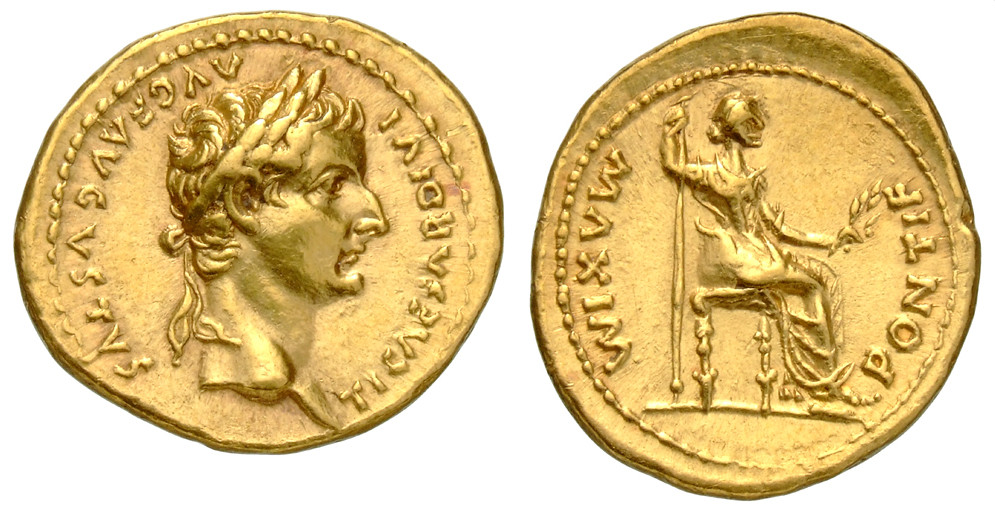
Goldmünze (Aureus) des Tiberius mit Büste des Kaisers auf der Vorderseite und Darstellung einer sitzenden Göttin (vielleicht Iustitia) auf der Rückseite

Die Haushaltspolitik des Tiberius war durch ein rigoroses Sparprogramm geprägt, in dem keine größeren Bauprojekte vorgesehen waren. Einige wenige Ausnahmen waren Tempel, die zur Demonstration der pietas dienten, sowie der Bau von Straßen für militärische Zwecke in Nordafrika, Spanien, Gallien, Dalmatien und Moesien.
Tiberius’ Sparsamkeit und seine Abkehr vom Luxus hatten sich bereits in dem gegen Kleidungsluxus gerichteten Senatsbeschluss des Jahres 16 gezeigt, der das Tragen von durchsichtigen Seidengewändern verbot, sowie in einem Gesetz aus dem Jahre 22, das sich gegen den Tafelluxus richtete. Tiberius sah davon ab, seine Popularität durch aufwändige Spiele zu erhöhen, und zeigte sich allgemein bei Spielen gegenüber der stadtrömischen Bürgerschaft desinteressiert.
Allerdings war er bei großen Notlagen so spendabel wie kaum ein Politiker vor ihm. Bei den Großbränden in der Stadt Rom in den Jahren 27 und 36 und bei einer Tiberüberschwemmung, die ebenfalls im Jahre 36 eintrat, sowie bei Getreideteuerungen spendete Tiberius Millionen von Sesterzen. Seine Großzügigkeit in Notsituationen bekamen auch die Provinzen zu spüren: Als ein Erdbeben 17 n. Chr. zwölf asiatische Städte vernichtete, darunter Sardes, spendete er zehn Millionen Sesterzen und gewährte einen fünfjährigen Steuererlass. Diese Fürsorge des Tiberius wurde in der Münzprägung civitatibus Asiae restitutis („für den Wiederaufbau der Städte Asiens“) proklamiert.
Von seinem Alterssitz auf Capri aus griff Tiberius im Jahr 33 in eine Finanzkrise in Rom ein, die vor dem Hintergrund seiner restriktiven Geldpolitik durch illegale Zinserhöhung der Geldverleiher ausgelöst worden war, die zugleich immer weniger Kredite gewährten. Da der Senat die Finanzkrise nicht mit eigenen Mitteln bewältigen konnte, stellte Tiberius Kreditvermittlern 100 Millionen Sesterzen zur Vergabe von zinslosen Krediten auf drei Jahre zur Verfügung, mit der Bedingung, dass ihre Schuldner dem römischen Staat Grundstücke von doppeltem Wert als Sicherheiten überschreiben mussten. Die Finanzkrise konnte so behoben werden.
Aufgrund des rigorosen Sparkurses von Tiberius fand sein Nachfolger Caligula 2,7 Milliarden Sesterzen in der Staatskasse vor, die dieser allerdings schnell verschwendete. Tiberius konnte auch daraus finanziellen Gewinn ziehen, dass wegen Majestätsverbrechen verurteilte Senatoren ihr Erbe an den Kaiser abtreten mussten.

### Majestätsprozesse
Die unter Augustus noch seltenen Anklagen wegen Majestätsbeleidigung nahmen merklich zu. Auf Grundlage der noch von Augustus eingeführten lex Iulia de maiestate konnten nicht nur Lebensbedrohungen, sondern auch Schmähungen der Person des Princeps bestraft werden. In den Jahren 14–20 hatte Tiberius sich zunächst noch entschieden gegen die Verfolgung solcher Schmähungen gewandt.
Die ersten von Tiberius gebilligten Prozesse wurden vermutlich maßgeblich vom Senat initiiert, dem ein Teil des Gerichtswesens institutionell unterlag. Seit dem Jahr 24 wurden Majestätsprozesse häufiger eingeleitet, obwohl Tiberius das Majestätsgesetz nicht verschärfte. Insgesamt gab es unter seiner Herrschaft etwa 60 Majestätsprozesse. Ihre Anzahl hatte deshalb so sprunghaft zugenommen, weil der unbestimmte Rechtsbegriff der laesa maiestas so weit ausgelegt wurde, dass schon das Mitsichführen einer Kaisermünze auf dem sanitären Abtritt oder im Bordell Gegenstand einer Anklage werden konnte. Wahrscheinlich handelte es sich dabei eher um einen von vielen Anklagepunkten in einer Reihe von jeweils zur Last gelegten Vergehen. Besonders dissidente literarische Anspielungen konnten strengstens bestraft werden. So war der Historiker Cremutius Cordus gezwungen, sich durch Nahrungsverweigerung das Leben zu nehmen, da man ihm vorwarf, in seinem Geschichtswerk vorteilhaft auf die Caesarmörder Brutus und Cassius eingegangen zu sein. Brutus hatte er gelobt, Cassius soll er den „letzten Römer“ genannt haben. Die meisten Exemplare des Werks wurden auf Senatsbeschluss verbrannt, später wurde es aber wieder herausgegeben. Nachdem sich Gaius Asinius Gallus, der Ehemann von Tiberius’ erster Frau Vipsania Agrippina, nach dem Sturz von Agrippina der Älteren Seianus zugewandt hatte, wurde er im Jahr 30 inhaftiert und nach drei Jahren ebenfalls durch Nahrungsentzug getötet.
Tacitus beschreibt die Majestätsprozesse als willkürliches Handeln eines Tyrannen, und diese Deutung ist vor allem in der älteren Forschung weitgehend übernommen worden. Die neuere Forschung dagegen hat sie zunehmend relativiert, da die Darstellung des Tacitus einseitig die institutionelle Verantwortung des Princeps betone und mit Rücksicht auf sein senatorisches Publikum das interne Ränkespiel senatorischer Familien herunterspiele. Es bildete sich erstmals das Phänomen senatorischen Denunziantentums heraus, das die Beziehung von Kaiser und Senat bis zum Ende des 1. Jahrhunderts erheblich belasten sollte. Die kurz zuvor von Augustus geschaffene Stellung des Princeps war institutionell noch nicht so weit gefestigt, dass Tiberius eine repressive Politik gänzlich ohne Unterstützung zumindest eines Teils des Senates hätte durchsetzen können. Erst die spätere Unterwürfigkeit des Senats ermöglichte die autokratische Gewaltherrschaft eines Caligula, Nero oder Domitian.

### Aufstieg und Fall des Seianus
Anlässlich des frühen Todes des Germanicus, des designierten Nachfolgers von Tiberius, im Jahr 19 stellte sich erneut die Nachfolgefrage. Das Verhältnis zwischen Tiberius und Germanicus’ Witwe Agrippina der Älteren war gespannt, da sie als Enkelin des Augustus ihre Söhne als potenzielle Nachfolger des Tiberius sah.
In dieser Zeit begann der Einfluss des Prätorianerpräfekten Lucius Aelius Seianus zu wachsen. Er baute die von ihm kommandierte Prätorianergarde zu einem persönlichen Machtfaktor aus, indem er sie in einem einzigen Lager, den Castra praetoria, auf dem Viminal vor der Stadtmauer stationierte. Tacitus zufolge vertraute Tiberius Seianus blind, seitdem dieser sich beim Einsturz einer Höhle schützend über Tiberius geworfen hatte. Das Seianus-Bild bei Tacitus ist allerdings, wie bei Sueton, äußerst negativ und steht damit im Gegensatz zu der positiven Charakterisierung des Seianus durch seinen Zeitgenossen Velleius Paterculus, der 30 n. Chr. schrieb.
Seianus plante vermutlich, durch systematische Ausschaltung der natürlichen Erben des Tiberius und Einheirat in dessen Familie selbst Nachfolger des Princeps Tiberius zu werden. Angeblich verleitete er Livilla, die Frau von Tiberius’ Sohn Drusus, zum Ehebruch. Im Jahr 23 starb der Thronfolger Drusus an einer Krankheit, wie man allgemein annahm. Im Jahr 31 sagte Apicata, die verstoßene Ehefrau des Seianus, aus, dass dieser Drusus habe vergiften lassen, indem er sich den Lieblingseunuchen des Drusus, Eudamus, hörig machte und mit der Verabreichung des Giftes beauftragte, wie auch einige zeitgenössische Autoren berichteten. Apicata wurde allerdings bei dieser Aussage stark unter Druck gesetzt, da sie nicht nur um ihr eigenes Leben, sondern auch um das ihrer Kinder fürchten musste. In der Forschung wird die Beteiligung des Seianus am Tod des Drusus sowie gelegentlich auch das Verhältnis zu Livilla bezweifelt.
Seianus versuchte im Jahr 25, Livilla zu heiraten, wodurch er Mitglied der kaiserlichen Familie geworden wäre. Tiberius lehnte die Heirat jedoch mit Rücksicht auf Vorbehalte in der Kaiserfamilie ab, die eine Verschwägerung mit dem aus dem Ritterstand stammenden Seianus als unstandesgemäß empfand.

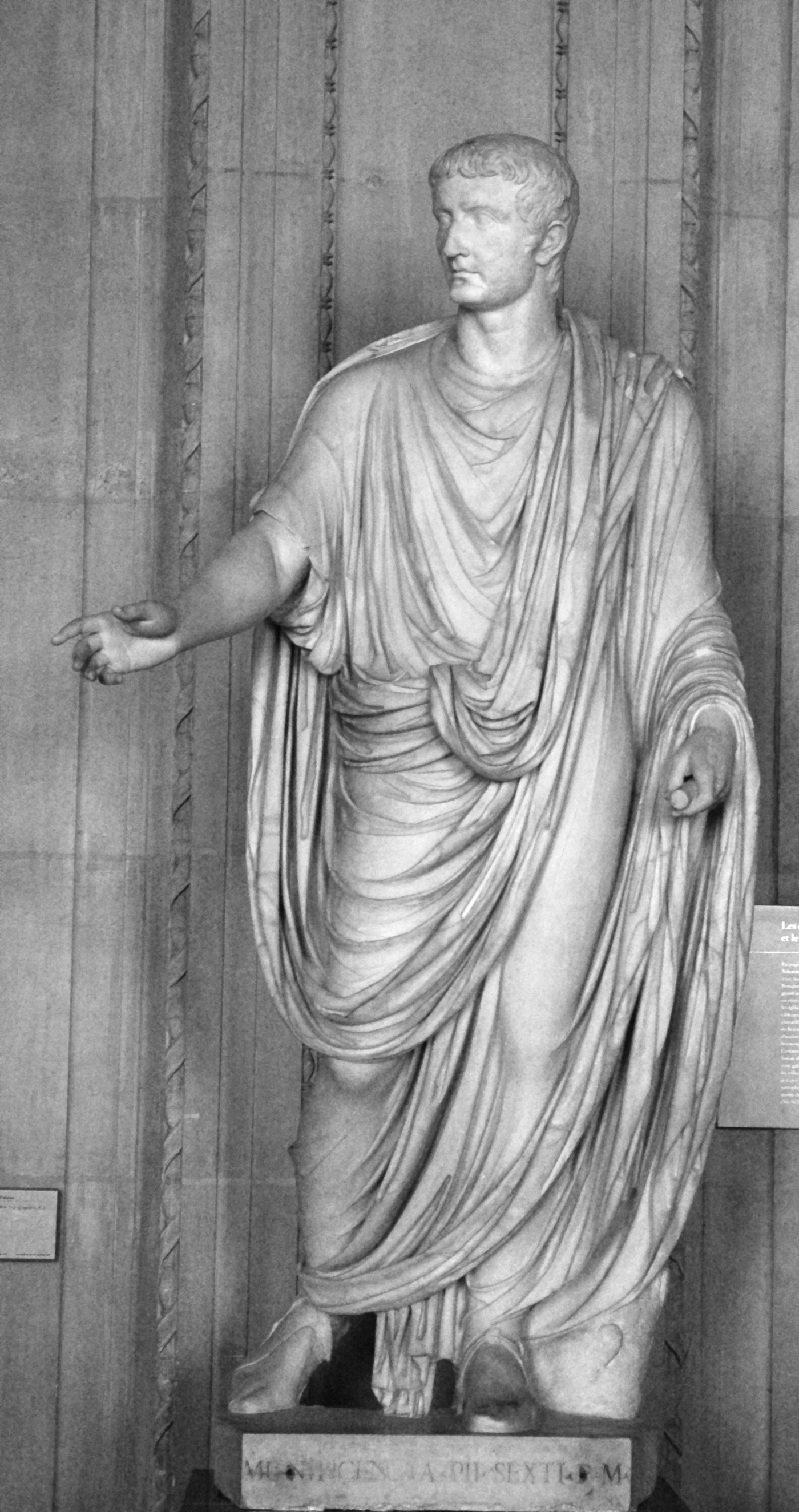
Marmor-Statue des Tiberius, gefunden auf Capri, heute im Louvre

Nachdem seine Heiratspläne vereitelt worden waren, stellte Seianus Tiberius in öffentlichen Reden die Vorteile des ländlichen Lebens außerhalb der Hauptstadt vor Augen. Dem Princeps war die Anwesenheit in Rom mit ihren Intrigen und Streitereien zwischen seinen Familienangehörigen zuwider, vor allem die problematischen Beziehungen zu seiner Mutter Livia und zu Agrippina, der Witwe des Germanicus. Hinzu kamen Angst um seine persönliche Sicherheit und menschenscheues Verhalten. Bereits seit dem Jahr 22 hatte er sich wiederholt in Kampanien aufgehalten und Drusus die tribunicia potestas verliehen. Seianus hatte ein entschiedenes Interesse am Rückzug des Kaisers, da er dadurch – praktisch in Stellvertreterfunktion – die Übernahme der Macht vorbereiten konnte. Im Jahr 26 zog sich Tiberius tatsächlich auf die abgelegene Insel Capri zurück. Seianus kontrollierte von nun an den Zugang zu Tiberius, da seine Prätorianer verantwortlich für die Übermittlung der kaiserlichen Korrespondenz waren.
Seianus brachte schließlich seinen Anspruch auf die Thronfolge offen zum Ausdruck, indem er seinen Geburtstag zum römischen Feiertag erklären und sich öffentlich durch Aufstellen von Statuen mit seinem Konterfei ehren ließ. Dadurch stellte er den Kult um seine Person dem des Kaisers gleich.
Durchaus in Übereinstimmung mit den Interessen des Tiberius war Seianus wahrscheinlich an Intrigen gegen Agrippina und ihre Parteigänger entscheidend beteiligt. Angeblich ließ er ihren ältesten Sohn und Nachfolgekandidaten Nero Caesar bespitzeln und durch Mittelsmänner zu unbedachten Äußerungen gegen Tiberius verleiten. Als Folge wurden Nero und Agrippina im Jahre 29 auf die Insel Pandataria verbannt, wo beide in den Tod gedrängt wurden. Ihr zweiter Sohn Drusus Caesar verhungerte ein Jahr später im Kerker. Einige Forscher sehen jedoch die Beteiligung des Seianus an den nicht genau bekannten Vorwürfen gegen die Familie des Germanicus als allenfalls gering an.
Antonia die Jüngere, die Witwe von Tiberius’ Bruder Drusus, denunzierte schließlich Seianus bei Tiberius mit dem Vorwurf, dieser wolle Gaius, den späteren Kaiser Caligula, beseitigen lassen, um sich als einzigen Nachfolger zu positionieren. Als Reaktion ließ Tiberius im Jahr 31 von Capri aus einen Brief an den Senat schicken, wobei er Seianus, der unlängst zum Consul ernannt worden war, in den Glauben setzte, dass dieser Brief die Übertragung der Amtsgewalten an dessen Person enthielt. Der in Anwesenheit des Seianus verlesene Brief begann mit dessen Verdiensten, endete aber mit Vorwürfen und der Verurteilung des Seianus. Seianus wurde verhaftet und zusammen mit seinen Kindern durch Strangulierung hingerichtet. Sein Leichnam wurde auf die Gemonische Treppe geworfen, dort vom Mob zerstückelt und anschließend an einem Haken zum Tiber geschleift, da nach altrömischer Jenseitsvorstellung den im Meer treibenden Toten der Zugang zur Unterwelt verwehrt war. Es ist unklar, ob Seianus tatsächlich die Ermordung Caligulas plante oder einer Hofintrige bzw. seinen eigenen Machtansprüchen, die ihm Neid und Missgunst einbrachten, zum Opfer fiel. In den Jahren 31 bis 37 wurden zahlreiche Senatoren und Ritter unter dem Verdacht, die Pläne des Seianus unterstützt zu haben, hingerichtet oder zum Selbstmord gezwungen. Tacitus beschreibt im sechsten Buch der Annalen eine Atmosphäre voller Terror und Intrigen, bei der es unklar gewesen sei, „ob es bejammernswerter sei, der Freundschaft wegen angeklagt zu werden oder den Freund selbst anzuklagen“.
Nachfolger des Seianus als Prätorianerpräfekt wurde Quintus Naevius Sutorius Macro.

## Die letzten Jahre

### Alterssitz auf Capri

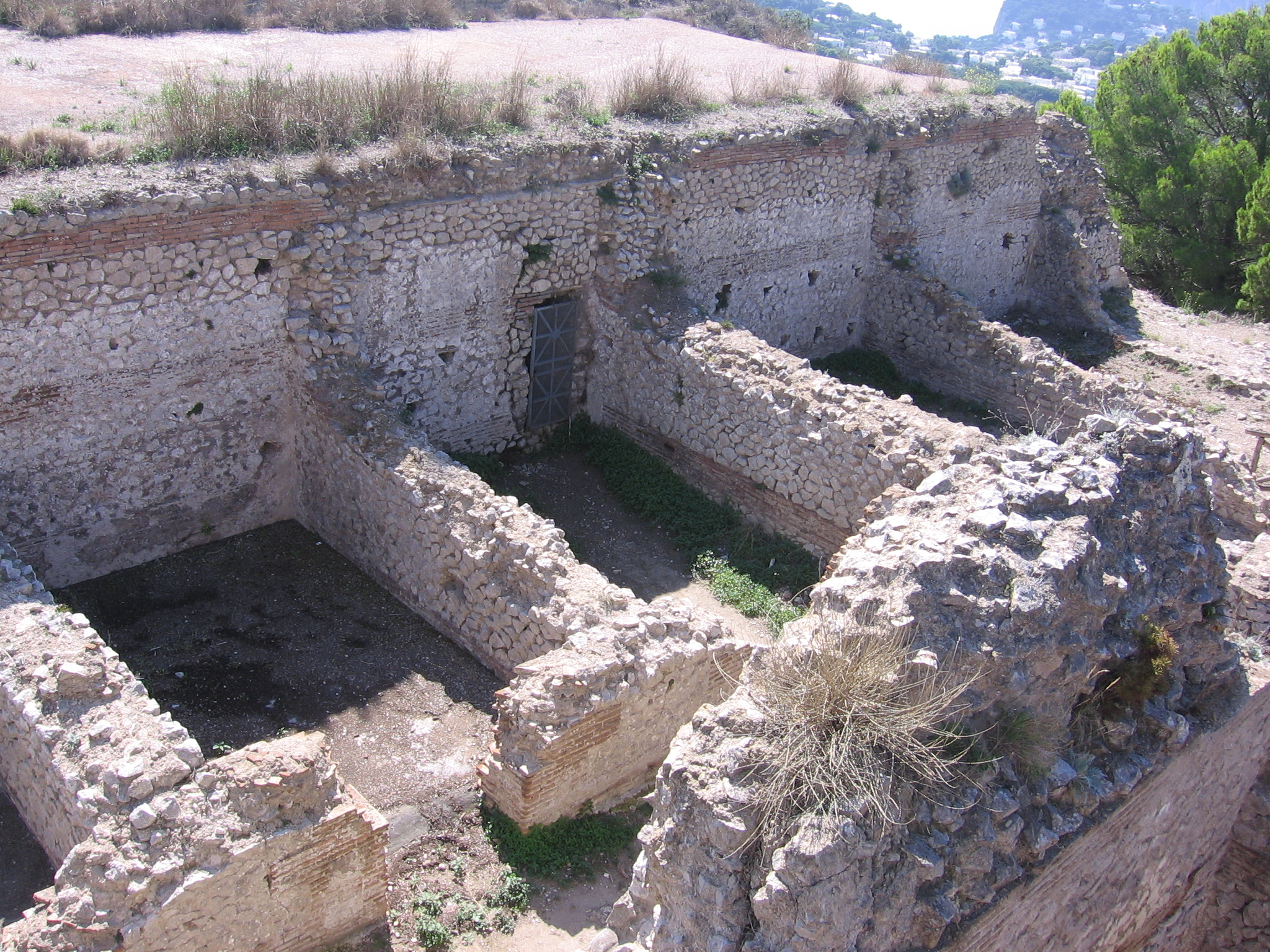
Ruine der Villa Jovis von Tiberius auf Capri

Die antiken Historiographen (Cassius Dio, Sueton und Tacitus) stellten den Kaiser in seinen letzten Lebensjahren als unansehnlichen, durch Hautgeschwüre entstellten Lustgreis dar, der sich auf Capri pädophilen und sadistischen Neigungen hingebe und die Öffentlichkeit scheue. Insbesondere der Kaiserbiograph Sueton charakterisierte Tiberius in dieser Hinsicht sehr ausführlich, bediente allerdings damit die Erwartung eines senatorischen Publikums im frühen 2. Jahrhundert. So soll Tiberius männliche Minderjährige in den kaiserlichen Thermalbecken zu homosexueller Unterwasser-Fellatio missbraucht und in diesem Zusammenhang seine „Fischlein“ genannt haben. Angeblich wurde auch der spätere Kaiser Vitellius von Tiberius hierzu sexuell missbraucht.
Die moderne Forschung löst sich von diesen tendenziell stereotypen Überlieferungsformen, die sich dadurch begründen lassen, dass zum Ende der Regierungszeit des Tiberius erstmals die politische Ohnmacht und der Autoritätsverlust des Senats vor Augen traten. Dies äußerte sich in den andauernden Majestätsprozessen und in der mangelnden Möglichkeit, auf Entscheidungen im fernen Capri Einfluss zu nehmen. Nach antikem Verständnis war es üblich, in biographischen Abhandlungen die allgemeine politische Richtung eines Kaisers mit dessen charakterlichen Anlagen und Privatinteressen in engen, teils fiktiven Zusammenhang zu bringen. Die Residenz des Tiberius auf Capri, die Villa Jovis, ist als Ruine erhalten. Sie war grundsätzlich darauf ausgelegt, Regierungsgeschäfte zu erledigen, wurde aber von keinem späteren Kaiser mehr bewohnt.

### Tod in Misenum, Beisetzung in Rom

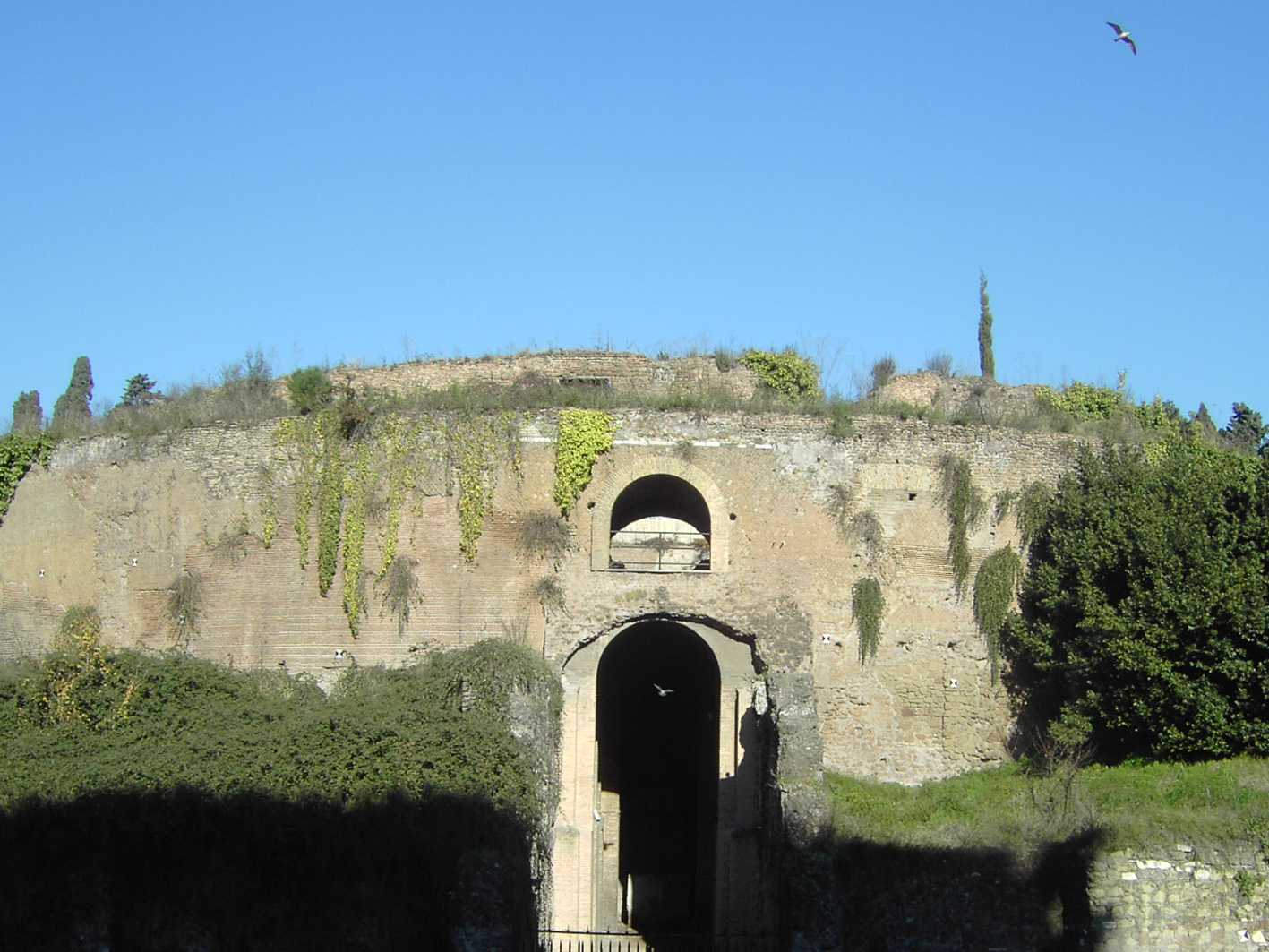
Der Eingang zum Augustusmausoleum. Hier wurde die Asche des Tiberius beigesetzt.

Als Tiberius am 16. März 37 in Misenum am Golf von Neapel im Alter von 77 Jahren starb, hatte er sich nicht nur beim Senat unbeliebt gemacht, sondern auch bei der stadtrömischen Bürgerschaft, die seinen Leichnam wie den eines Verbrechers in den Tiber werfen (Tiberium in Tiberim) oder im Theater von Atella anrösten wollte. Die Anfeindungen in der Bevölkerung resultierten aus den zahlreichen Hinrichtungen der letzten Regierungsjahre, denen jährlich mehrere hundert Bürger der Hauptstadt zum Opfer fielen. Ihre Leichname wurden zur Abschreckung auf den Gemonischen Treppen ausgestellt. In der öffentlichen Darstellung wurde diese Politik mit notwendiger Verbrechensbekämpfung und erforderlicher Eindämmung unsittlichen Verhaltens begründet.
Tiberius’ Leichnam wurde nach Rom eskortiert und öffentlich verbrannt. Seine Asche wurde im Augustusmausoleum beigesetzt. Eine Divinisierung erfolgte zunächst nicht. Allerdings wurde Tiberius in der Lex de imperio Vespasiani des Jahres 69 zu den Kaisern gezählt, deren Regierungsbeschlüsse noch gültig waren. Der vollständige Name des Tiberius zum Zeitpunkt seines Todes lautete gewöhnlich Tiberius Caesar Divi Augusti filius Augustus, Pontifex maximus, Tribunicia potestate XXXVIII, Imperator VIII, Consul V („Tiberius Caesar Augustus, Sohn des vergöttlichten Augustus, höchster Priester, im 38. Jahr Inhaber der tribunizischen Vollmacht, achtmal zum Imperator ausgerufen, fünfmaliger Konsul“).

### Gerüchte um den Nachfolger
Nach dem Tod des Germanicus, den bereits Augustus als Nachfolger des Tiberius designiert hatte, soll Tiberius in der Nachfolgeregelung unschlüssig gewesen sein. Einen Nachfolger außerhalb seiner Familie zu suchen, wagte Tiberius nicht, um das mit der Autorität des Augustus verbundene dynastische Prinzip nicht zu verletzen. Der Bruder des Germanicus, Claudius, galt als aussichtsloser Kandidat, da er gemäß den Überlieferungen an diversen physischen Gebrechen litt. Es blieben daher nur Germanicus’ Sohn Gaius, der spätere Kaiser Caligula, oder Tiberius Gemellus, Enkel des Tiberius, als Kandidaten übrig. Im Jahr 31 ließ Tiberius Gaius zu sich nach Capri kommen. Dort gelang es Gaius offenbar, das Vertrauen des Kaisers zu gewinnen. Sueton gibt an, dass dieses Vertrauensverhältnis auf dem gemeinsamen Interesse an Folterungen und sexuellen Ausschweifungen beruht habe. Tiberius soll zu Gaius gesagt haben: „Du wirst diesen [Gemellus] ermorden, dich ein anderer.“ Tatsächlich ließ Caligula, kurz nachdem er Kaiser geworden war, Tiberius Gemellus Ende des Jahres 37 oder Anfang des Jahres 38 töten, weil dieser verdächtigt wurde, eine schwere Krankheit Caligulas ausgenutzt zu haben, um sich gegen ihn zu verschwören. Möglicherweise wurde Tiberius selbst auch von Gaius umgebracht, wobei die Quellenaussagen nicht eindeutig sind und ungeklärte Todesfälle von Herrschern oft unbestätigte Mordgerüchte nach sich zogen. Es wurde auch spekuliert, dass der Prätorianerpräfekt Macro den Tod des Tiberius herbeigeführt habe.

## Wirkung

### Kreuzigungsgeschehen
Zu Ehren des Kaisers erhielt die Stadt Tiberias an der Westküste des See Genezareth damals vom Tetrarchen Herodes Antipas ihren Namen. Während Tiberius’ Regierungszeit wirkte in der Region Jesus von Nazaret. In dessen Predigten und Gleichnissen gibt es mehrfach Bezüge zu Caesar (bzw. dem Kaiser in einigen Übersetzungen), ohne jedoch den Namen Tiberius zu erwähnen, wie wahrscheinlich im Falle der Steuermünze in den Evangelien nach Matthäus (Mt 22,19 ) und nach Markus (Mk 12,15 ). Im Neuen Testament wird Tiberius nur einmal namentlich erwähnt, im Evangelium nach Lukas (Lk 3,1–2 ) im Rahmen des sogenannten lukanischen Datums, das auf das Jahr 28 hinweist und als einziges eine sichere Datierung der neutestamentlichen Ereignisse erlaubt:

„Es war im 15. Jahr der Regierung des Kaisers Tiberius; Pontius Pilatus war Statthalter von Judäa, Herodes Tetrarch von Galiläa […] Hohepriester waren Hannas und Kajaphas. Da erging in der Wüste das Wort Gottes an Johannes, den Sohn des Zacharias.“

In der Ära des Tiberius löste die Kreuzigung Jesu (wahrscheinlich im Jahr 30), der von Pontius Pilatus als Aufrührer hingerichtet wurde, weder besondere Aufmerksamkeit in Rom noch irgendeinen größeren Aufstand aus. Judäa galt damals als relativ ruhige Region. Der christliche Historiker Eusebius von Caesarea behauptete dreihundert Jahre später, dass der Senat die Anerkennung des Christengottes seitens des römischen Staates formal abgelehnt, Tiberius selbst allerdings keine Verfolgungen gegen Christen in Erwägung gezogen habe, was die Verbreitung des Frühchristentums begünstigt habe. Diese Aussage ist jedoch zweifellos anachronistisch, da das Christentum zur Zeit von Tiberius noch eine Sekte innerhalb des Judentums war und der jüdische Gott von Rom damals bereits anerkannt wurde.
Auch Tacitus erwähnt in seiner Schilderung von Tiberius’ Herrschaft in den ersten sechs, zum großen Teil erhaltenen Büchern der Annalen Jesus mit keinem Wort. Die Kreuzigung wird bei ihm nur nebenbei erwähnt, als er sich zur Hinrichtung von Christen in Rom unter Kaiser Nero äußert:

„Der Namensgeber der Sekte, Christus, war unter Tiberius vom Procurator Pontius Pilatus hingerichtet worden.“

### Rezeption
Tiberius war – verglichen etwa mit den Herrschern Caesar oder Nero – nur relativ selten Gegenstand künstlerischer Bearbeitung. Gerhart Hauptmann schrieb 1884 in Rom das Drama Das Erbe des Tiberius, Julius Grosse verfasste 1876 ein Drama namens Tiberius. Zahlreiche historische Romane befassen sich seit Franz Horn mit dem zweiten Kaiser, wenn auch in vielen Fällen nur als Nebenfigur wie im Roman Ich, Claudius, Kaiser und Gott (1934) von Robert von Ranke-Graves, der auch als TV-Serie verfilmt wurde.
Da das Kreuzigungsgeschehen in seine Regierungszeit fällt, wird Tiberius vor allem in belletristischen Werken und Monumentalfilmen mit neutestamentlichen Bezügen wie etwa Das Gewand oder Ben Hur (Triumphszene, Begnadigung von Ben Hur) beiläufig dargestellt. In Tinto Brass’ berüchtigtem Caligula (1979) nach einem Drehbuch von Gore Vidal wurde Tiberius von Peter O’Toole als grausamer Lustgreis dargestellt. Ähnlich zeichnete Anthony Burgess den Kaiser in seinem Roman The Kingdom of the Wicked, der als TV-Mini-Serie unter dem Titel Anno Domini (1984) verfilmt wurde.
Unter den literarischen Bearbeitungen nach dem Zweiten Weltkrieg sind die Romane von Josef Toman (1963) und Hubertus Prinz zu Löwenstein-Wertheim-Freudenberg aus dem Jahr 1977 zu nennen. Einen belletristischen Rehabilitierungsversuch unternahm Gerhard Prause (1966).
Der spanische Psychologe Gregorio Marañón beschäftigte sich 1939 mit der Erforschung der Persönlichkeit des Tiberius und analysierte eine mögliche Geisteskrankheit, das sogenannte Ressentiment-Syndrom, bei dem die Selbstwahrnehmung und der Eindruck, den die Personen tatsächlich in ihrer Umgebung hinterlassen, gestört seien. Eine solche gestörte Eigenwahrnehmung resultiere oft aus Misserfolgen.

### Tiberius in der Forschung
Die antiken Historiographen Sueton, Cassius Dio und besonders Tacitus stellen Tiberius als lethargisch und tyrannisch dar. Die negative Charakterisierung des Tiberius war aber bereits in früheren, heute verlorenen Geschichtswerken erfolgt, auf die sich die genannten Autoren stützten. In der Forschung konnte durch Quellenanalysen bewiesen werden, dass Dio und Tacitus teils eine gemeinsame Quelle herangezogen haben, wenngleich keiner immer nur einer Quelle folgte. Jedoch findet Velleius Paterculus, der im Gegensatz zu den anderen Historiographen ein Zeitgenosse des Tiberius war, lobende Worte, die allerdings als panegyrische Verherrlichung des Tiberius ausgelegt werden müssen.
Radikale moderne Rehabilitierungsversuche bis hin zu der Vorstellung, in Tiberius eine starke Führungsperson zu sehen, sind den politischen Projektionen des 19. Jahrhunderts zuzuschreiben. Die 1960 postum veröffentlichte Tiberius-Biographie von Ernst Kornemann gehört ebenfalls den energischen Rehabilitierungsversuchen an und stellt den Tod des Kaisers in einen weltgeschichtlichen Zusammenhang zum Kreuzigungsgeschehen.
Die moderne Forschung bemüht sich um ein ausgewogeneres Urteil. Nach Zvi Yavetz sprechen gegen die Deutung des Tiberius als Tyrannen, dass er kein Usurpator war (denn die Legitimität seiner Herrschaft war durch die Adoption des Augustus unbestritten), keine göttliche Verehrung anstrebte und keine Eroberungskriege führte, um von innenpolitischen Schwierigkeiten abzulenken. Yavetz nannte seine Tiberiusbiographie Der traurige Kaiser und deutete damit Tiberius auch psychologisch, indem er den Tiberius verliehenen inoffiziellen Beinamen tristissimus hominum („der Traurigste unter den Menschen“) sowie seine düstere und menschenscheue Persönlichkeit auf die problematischen Ereignisse in der Jugend des Tiberius zurückführte. Auch Michael Grant sah Tiberius für das Erbe des Prinzipats als charakterlich nicht hinreichend geeignet an.
Barbara Levick begründet das ungünstige Urteil der antiken Historiographie aus der Institutionalisierung des Prinzipats nach dem Tod des Augustus, den materiellen Interessen der Senatsaristokratie und der damit kontrastierenden Amtsmüdigkeit des Kaisers, der darin versagte, den Hofintrigen anders als durch Gewalt Einhalt zu gebieten, jedoch in der Provinzverwaltung eine glückliche Hand besaß. Robin Seager erklärt in ähnlicher Weise das Geschichtsbild aus einem gemeinsamen Versagen von Kaiser und Senat sowie aufgrund von Erzählmustern der antiken Historiographie, die eine in Phasen verlaufende Wandlung des Kaisers zum Scheusal beschreiben. David C. A. Shotter erkennt Schwächen in der Amtsführung des Tiberius, vor allem im Umgang mit dem Senat, weist ihm jedoch das Verdienst zu, nach Augustus das Reich dauerhaft in eine dynastische Monarchie umgeformt zu haben.

### Antike Quellen
- Cassius Dio: Römische Geschichte. Übersetzt von Otto Veh, Band 3 (= Bücher 44–50) und 4 (= Bücher 51–60), Artemis-Verlag, Zürich 1986, ISBN 3-7608-3672-0 und ISBN 3-7608-3673-9, (englische Übersetzung bei LacusCurtius; für Tiberius sind insbesondere die Bücher 57–58 relevant).
- Velleius Paterculus: Römische Geschichte. Historia Romana. Übersetzt und lateinisch/deutsch herausgegeben von Marion Giebel, Reclam, Stuttgart 2014, ISBN 978-3-15-008566-0 (lateinischer Text mit englischer Übersetzung).
- Sueton: Tiberius (De vita Caesarum, 14-37). Ausführlichste antike Biographie aus der Sammlung der Kaiserbiographien von Caesar bis Domitian. Zahlreiche Ausgaben, beispielsweise mit deutscher Übersetzung in: Gaius Suetonius Tranquillus: Sämtliche erhaltene Werke. Magnus, Essen 2004, ISBN 3-88400-071-3, (lateinischer Text, englische Übersetzung).
- Tacitus: Annales. Lateinisch/deutsch herausgegeben von Erich Heller, 5. Aufl., Artemis & Winkler, München/Zürich 2005, ISBN 3-7608-1645-2, (lateinischer Text; die Bücher 1–6 behandeln die Zeit des Tiberius).